# メガテラ・ゼロ
メガテラ・ゼロ（1991年〈平成3年〉9月12日 - ）は、日本の男性歌手、シンガーソングライター。ロックバンド・Mr.FanTastiCおよびTHE STARVERSのボーカル担当。音楽ユニット・BLUES DRIVERとしても活動。広島県福山市出身、大阪府在住。血液型はO型。歌い手として、ニコニコ動画およびYouTubeで歌ってみた動画を投稿している。

## 略歴
小学校から高校までサッカーをやっていて、高校にはスポーツ推薦で入学した。しかし本当はずっと音楽がやりたかったため、高校3年生の時に試合の途中で帰ってしまった。その後は柔道部に籍だけを置き、部活動の時間は筋トレをして過ごしたという。
高校時代にもバンドを組んでいたが、19歳の時に上京し、路上ライブなどの活動を開始。東京での生活は厳しく、食べ物がないために雪を食べ、その際にホームレスと仲良くなって一緒に冬を乗り越えたというエピソードがある。
2011年12月16日、「ラスト・はる」の名義で、ニコニコ動画への投稿活動を開始。2013年7月に現在の名義に変更した。
2016年、ギタリストの詩郎、ベーシストのろまん西野、ドラマーの大達一真とともにロックバンド「メガロ」を結成し、ギター兼ボーカルとして活動した。しかし2018年、大達の持病の悪化により解散。同年6月、ギタリストでボカロPのナナホシ管弦楽団らとともに新バンド「Mr.FanTastiC」を結成した。2019年6月には同バンドがポニーキャニオンからメジャーデビュー（2021年にフォーライフミュージックエンタテイメントへ移籍）。翌年4月、ろまん西野ともユニット「BLUES DRIVER」を結成した。
2024年8月現在、ニコニコ動画とYouTubeにおいて最も視聴回数の多い「シャルル」（バルーン）のカバー動画は、ニコニコ動画1,200万回、YouTube4,200万回を記録している超人気作である。
2021年9月、YouTubeとニコニコ動画に「僕の春夏秋冬」を投稿し、ボカロPとしての活動も開始。2022年2月にはフォーライフミュージックエンタテイメントより、ボカロPとして作詞曲を手掛けた楽曲群のセルフカバーのサブスクリプション配信が始まり、個人名義でのメジャーデビューを迎えた。
2022年9月1日、VTuber「ホエール・テイラー」として活動を開始。
2023年9月1日、テレビドラマ『ブラックポストマン』のために書き下ろした新曲「IKI」を配信リリース。なお、メガテラ・ゼロがドラマ主題歌を手掛けるのは、これが初となる。
2023年9月26日、当時自身の「歌ってみた」動画で最も高い再生回数（約7,000万回）を記録していた「酔いどれ知らず」（Kanaria）を突如削除した。本人の公式X（旧Twitter）によると、「歌ってみたは『好きになった曲や好きなアーティスト様の曲を歌ってみる』という世界なんですよ！ 好きな世界を悪く言われて悲しいです。コメント欄がすごいので酔いどれ知らずの歌ってみたは消しました！」と削除理由について言及している。
2024年7月、神田ジョン（ギター、PENGUIN RESEARCH）、中西（ギター、HoneyWorks）、イガラシ（ベース、ヒトリエ）、SHiN（ドラムス、GRANRODEOサポート / Gero BAND）と新たに結成したバンド『THE STARVERS』の楽曲「I'm sorry」のミュージック・ビデオをバンドの公式YouTubeチャンネルで公開した。
2024年8月23 - 25日、Youtubeにて開催される「YouTube Music Weekend 8.0 supported by docomo」への参加が決定しており、そこで新曲「ノーティカ」「Open」「数えるの」「僥倖」の計4曲の公開が決定している。

## 人物
- メガテラ・ゼロという名前は、「上から下まで」という意味を込めて付けたもの[22]。ある時に見た『ビーストウォーズ』のメガトロンが決め手になったという[22]。
- エレキギターのような質感で、がなるような歌い方が特徴的である。同じく、がなりが特徴的な歌い手Adoは、2024年７月31日放送のテレビ東京『あちこちオードリー』[23]や8月18日放送のテレビ朝日『EIGHT-JAM』にて、「『自分の声質にハマってるかも』と思って（真似を）やり続けた」とメガテラ・ゼロの歌い方から大きな影響を受けたことについて言及している。
- エアロスミスなどから影響を受けていて、「スティーヴン・タイラー（エアロスミスのボーカル）になりたい」と話している[5]。

## ディスコグラフィー

### 自主制作
| 枚  | 発売日        | タイトル                                            | 収録曲                                                            | 備考                   |
| --- | ------------- | --------------------------------------------------- | ----------------------------------------------------------------- | ---------------------- |
| 1st | 2018年5月30日 | いつかのワンダーランド/ セブンスター/赤ずきんちゃん | 全3曲 1. いつかのワンダーランド 2. セブンスター 3. 赤ずきんちゃん | ろまん西野との共作CD。 |

### メジャー
フォーライフミュージック
| 枚   | 発売日         | タイトル                     | 規格品番  | 備考 |
| ---- | -------------- | ---------------------------- | --------- | ---- |
| 1st  | 2022年2月9日   | RestartSmile                 | DISA-0369 | 新曲 |
| 1st  | 2022年2月9日   | 僕の春夏秋冬                 | DISA-0370 |      |
| 1st  | 2022年2月9日   | ヒロイン                     | DISA-0371 |      |
| 1st  | 2022年2月9日   | から                         | DISA-0372 |      |
| 2nd  | 2022年2月16日  | わっかんない                 | DISA-0376 | 新曲 |
| 2nd  | 2022年2月16日  | グリード                     | DISA-0377 |      |
| 2nd  | 2022年2月16日  | flying in the sky            | DISA-0378 |      |
| 2nd  | 2022年2月16日  | そんなもんさ                 | DISA-0379 |      |
| 3rd  | 2022年4月15日  | MUSIC TIME                   | DISA-0395 |      |
| 3rd  | 2022年4月15日  | ヘヴンリースローリー         | DISA-0393 |      |
| 3rd  | 2022年4月15日  | フューリア                   | DISA-0390 |      |
| 3rd  | 2022年4月15日  | 染まれ                       | DISA-0394 |      |
| 3rd  | 2022年4月15日  | シーラ                       | DISA-0392 |      |
| 3rd  | 2022年4月15日  | シークレットブーツ           | DISA-0391 |      |
| 4th  | 2022年6月29日  | イージーソング               | DISA-0411 |      |
| 4th  | 2022年6月29日  | 君の未来を僕が買えたら       | DISA-0412 |      |
| 4th  | 2022年6月29日  | それだけ                     | DISA-0413 |      |
| 4th  | 2022年6月29日  | LIFE IS BEAUTIFUL            | DISA-0414 |      |
| 4th  | 2022年6月29日  | プリーズ                     | DISA-0415 |      |
| 4th  | 2022年6月29日  | ash                          | DISA-0416 |      |
| 5th  | 2022年7月29日  | 弱虫のラブソング             | DISA-0420 |      |
| 5th  | 2022年7月29日  | MANIAC                       | DISA-0421 |      |
| 5th  | 2022年7月29日  | 煙、花火                     | DISA-0422 |      |
| 5th  | 2022年7月29日  | 手を振ろう                   | DISA-0423 |      |
| 6th  | 2022年8月31日  | ショートケーキ               | DISA-0430 |      |
| 6th  | 2022年8月31日  | マシンガンレイディ           | DISA-0431 |      |
| 6th  | 2022年8月31日  | アラライ                     | DISA-0432 |      |
| 6th  | 2022年11月30日 | Down                         | DISA-0453 |      |
| 6th  | 2022年11月30日 | IVY                          | DISA-0454 |      |
| 6th  | 2022年11月30日 | 紡ぎ                         | DISA-0455 |      |
| 6th  | 2022年11月30日 | ダンスホール オブ シンデレラ | DISA-0456 |      |
| 6th  | 2022年11月30日 | フォニロ                     | DISA-0457 |      |
| 7th  | 2023年3月31日  | この夜に乾杯                 | DISA-0482 |      |
| 7th  | 2023年3月31日  | Be born                      | DISA-0492 |      |
| 7th  | 2023年3月31日  | もしもし                     | DISA-0493 |      |
| 8th  | 2023年5月31日  | カウントアップ               | DISA-0510 |      |
| 8th  | 2023年5月31日  | YOU & I                      | DISA-0500 |      |
| 8th  | 2023年5月31日  | SMILEhunter                  | DISA-0504 |      |
| 8th  | 2023年5月31日  | Oh wow!                      | DISA-0508 |      |
| 9th  | 2023年7月28日  | I no rockstar                | DISA-0516 |      |
| 9th  | 2023年7月28日  | borderline                   | DISA-0517 |      |
| 9th  | 2023年7月28日  | トリックフルーツ             | DISA-0525 |      |
| 9th  | 2023年7月28日  | ユラユラダンスホール         | DISA-0527 |      |
| 10th | 2023年9月1日   | IKI                          | DISA-0535 |      |
| 11th | 2023年10月27日 | a free style                 | DISA-0555 |      |
| 11th | 2023年10月27日 | イロガナイヨ                 | DISA-0556 |      |
| 11th | 2023年10月27日 | ハレハレヤ                   | DISA-0556 |      |
| 12th | 2024年1月31日  | ノニナ                       | DISA-0602 |      |
| 12th | 2024年1月31日  | I don’t                      | DISA-0575 |      |
| 12th | 2024年1月31日  | You and phone                | DISA-0581 |      |
| 12th | 2024年1月31日  | Searching slowly             | DISA-0595 |      |
| 12th | 2024年1月31日  | プレゼントフォーユー         | DISA-0601 |      |
| 13th | 2024年5月1日   | センセーションなバックボーン | DISA-0616 |      |
| 13th | 2024年5月1日   | 四角い世界                   | DISA-0625 |      |
| 13th | 2024年5月1日   | 推し色                       | DISA-0638 |      |
| 14th | 2024年10月18日 | 梅酒ロック                   | DISA-0665 |      |
| 14th | 2024年10月18日 | 新宿ホットドッグ             | DISA-0680 |      |
| 14th | 2024年10月18日 | ノーティカ                   | DISA-0710 |      |
| 14th | 2024年10月18日 | 数えるの                     | DISA-0711 |      |
| 14th | 2024年10月18日 | 僥倖                         | DISA-0712 |      |
| 14th | 2024年10月18日 | Open                         | DISA-0713 |      |

### 参加楽曲
| 発売日       | タイトル                                      | アーティスト名          | 備考 |
| ------------ | --------------------------------------------- | ----------------------- | --- |
| 2023年6月4日 | I no rockstar (メガテラ・ゼロ feat. 夢ノ結唱) | 夢ノ結唱 ROSE（ローズ） | BanG Dream!内に登場するバンドRoseliaのボーカリスト・湊 友希那（CV:相羽あいな）の声を使用した音声合成ソフト『夢ノ結唱 ROSE（ローズ）』を使用して制作された楽曲。 |

### Whale Taylor 名義
| 枚  | 発売日         | タイトル                            | 品番      | 備考         |
| --- | -------------- | ----------------------------------- | --------- | ------------ |
| 1st | 2022年12月23日 | Catch you later                     | DISA-0463 |              |
| 2nd | 2023年5月19日  | You made it happen                  | DISA-0509 |              |
| 3rd | 2023年11月1日  | blue                                | DISA-0562 | 同時リリース |
| 3rd | 2023年11月1日  | Hello                               | DISA-0540 | 同時リリース |
| 3rd | 2023年11月1日  | The sea                             | DISA-0547 | 同時リリース |
| 3rd | 2023年11月1日  | rain stop                           | DISA-0563 | 同時リリース |
| 4th | 2024年4月24日  | Leave                               | DISA-0596 | 同時リリース |
| 4th | 2024年4月24日  | Take it Easy                        | DISA-0604 | 同時リリース |
| 4th | 2024年4月24日  | Shall we do now?                    | DISA-0633 | 同時リリース |
| 5th | 2024年6月25日  | Shall we do now? -Burst Up Remix-   | DISA-0644 | 同時リリース |
| 5th | 2024年6月25日  | Catch you later -Burst Up Remix-    | DISA-0657 | 同時リリース |
| 5th | 2024年6月25日  | You made it happen -Burst Up Remix- | DISA-0659 | 同時リリース |

## タイアップ
| 年     | 曲名   | タイアップ                                          |  |
| ------ | ------ | --------------------------------------------------- |  |
| 2023年 | 誰が為 | テレビアニメ『もののがたり』第2期オープニングテーマ |  |
| 2023年 | IKI    | テレビ東京 ドラマ8『ブラックポストマン』主題歌      |  |

## 主なライブ
- 2015年7月15日 - ACOUSTIC BUTTERFLY vol.1
- 2015年8月24日 - ACOUSTIC BUTTERFLY vol.3
- 2015年9月14日 - Sounds Cocktail vol.18
- 2015年10月15日 - ACOUSTIC BUTTERFLY vol.5
- 2016年1月7日 - 新春!雑煮ナイツ
- 2016年4月21日 - 「本音日和」
- 2016年5月31日 - ESAKA MUSEに逢える喜び
- 2016年10月29日 - 「SSW16」 SINGER SONG WRITERS 2016
- 2018年10月21日 - 大柴広己×Zepp Diver City presents『SSW18-EAST』
- 2019年5月11日 - ちゃんげろソニック2019
- 2019年11月9日 - 大柴広己presents「SSW19」
- 2020年11月7日 - 大柴広己presents「SSW20」
- 2023年10月27日 - 第20回東京国際ミュージック・マーケット（20th TIMM）